# Affaire Toukhatchevski

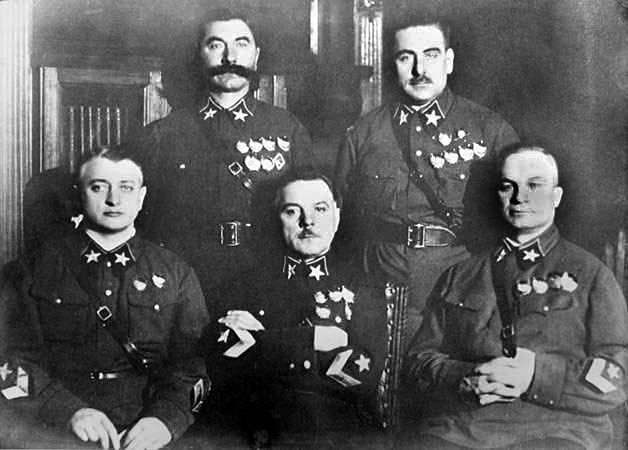
La Grande Purge. Les cinq premiers maréchaux de l'Union Soviétique: Budionni et Blücher (debout); Tujachevski, Voroshílov et Yegórov (assis). Seuls survivent aux grandes purges Voroshílov et Budionni.

L’Affaire Toukhatchevski ou Affaire de l'Organisation militaire trotskyste antisoviétique est un procès pour complot intenté à un groupe des plus hauts dirigeants de l'armée rouge en 1937. 
Elle fait partie des procès de Moscou durant les grandes purges et marque le début des purges massives dans l'armée.

## Historique

### Arrestations
Le 22 mai 1937, le maréchal Toukhatchevski et sept autres commandants de l'armée rouge sont arrêtés et accusés de fomenter une conspiration trotskyste ainsi que d'espionnage au profit de l'Allemagne. Les commandants de corps d'armée Vitovt Putna et Vitaly Primakov, incarcérés depuis août 1936, sont également accusés à ce titre.

### Procès
Le 11 juin 1937, un procès secret déclare tous les accusés coupables de complot visant à s'emparer du pouvoir et les condamne à la peine capitale. Ils sont fusillés le lendemain, sauf Yan Gamarnik qui s'était suicidé après son arrestation le 31 mai.

### Accusés
- Maréchal Mikhaïl Toukhatchevski,
- Commandants d'armée de premier rang Iona Yakir et Ieronim Ouborevitch,
- Commandant d'armée de second rang August Kork,
- Commandants de corps d'armée Robert Eideman, Vitovt Putna, Boris Feldman, Vitaly Primakov,
- Commissaire d'armée de premier rang Yan Gamarnik.

### Réhabilitation
Tous les accusés seront réhabilités le 31 janvier 1957.